# Plac Słowiański w Elblągu

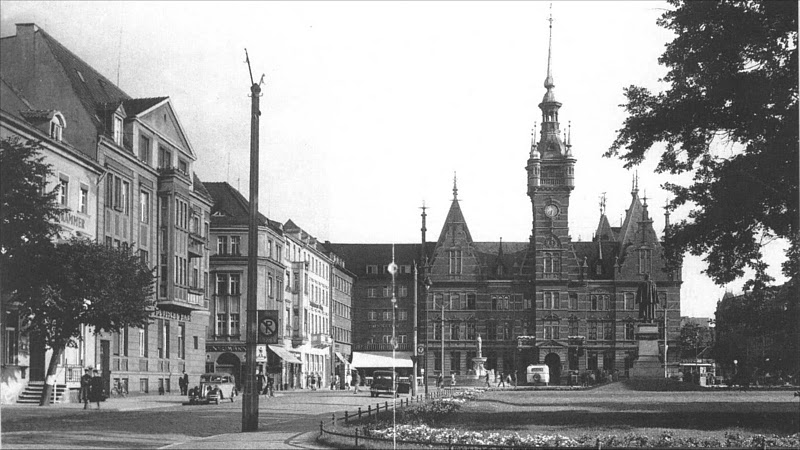
Nieistniejący ratusz na pl. Słowiańskim

Plac Słowiański (do 1945 niem. Friedrich-Wilhelms-Platz, plac Fryderyka Wilhelma, dawniej również Nowy Rynek) – centralny plac elbląskiego Nowego Miasta, jego południowa część pokrywa się z dawnym Nowym Rynkiem, którego nazwę także wykorzystywano na określenie nowego placu.

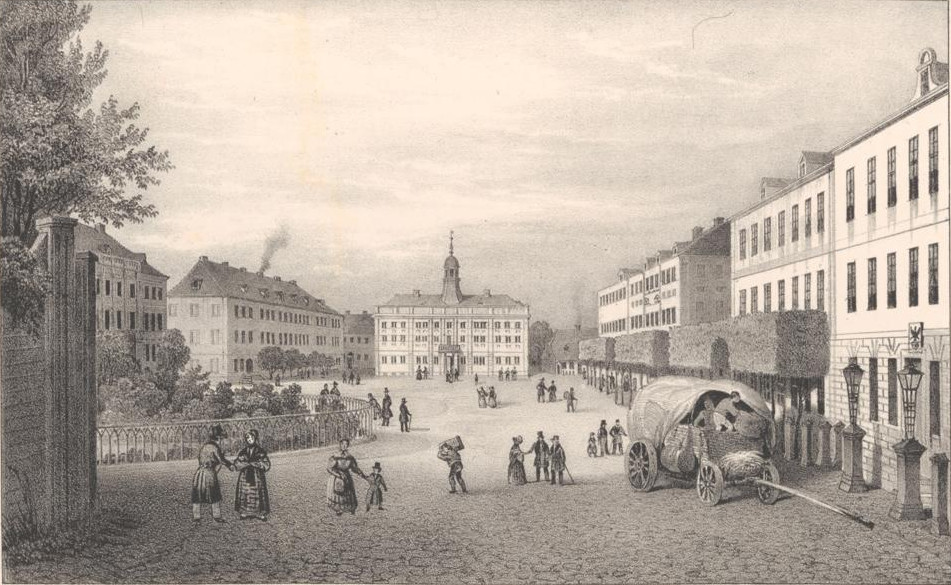
Widok ratusza na litografii z 1842 roku

## Historia
W średniowieczu na miejscu dzisiejszego placu rozwijało się jedno z pierwszych przedmieść Elbląga, tzw. Grobla Młyńska (Mühlendamm). W dokumentach z 1256 pojawia się informacja o stojącym w tym rejonie kościele św. Jakuba wraz z cmentarzem, a przy dzisiejszej ulicy Szpitalnej stanął Szpital św. Elżbiety. W XVI–XVII wieku istniejącą zabudowę rozebrano pod nowe fortyfikacje, w miejscu przyszłego placu powstał duży bastion kazamatowy otoczony szeroką fosą, mający wspierać pobliską Bramę Kowalską. W końcu XVIII wieku fortyfikacje rozebrano, w 1794 rozebrana została Brama Kowalska, a wolny pas ziemi pomiędzy Starym a Nowym miastem przeznaczono pod zabudowę. Mimo to osuszanie reliktów dawnych fos trwało w praktyce do lat 80. XIX wieku.
Przy powstałym na tym terenie Nowym Rynku wybudowano m.in. Główny Odwach (1775) i Dom Musztry (1778), a w latach 1779–1792 wybudowano wzdłuż południowej pierzei placu nowy ratusz, mający zastąpić ten, który spłonął w 1777. W 1816 nazwę placu zmieniono na cześć króla Prus Fryderyka Wilhelma (nie jest jasne, czy chodziło o pierwszego czy drugiego z władców o tym imieniu). W 1837 na placu zasadzono dąb mający upamiętnić 600-lecie istnienia Elbląga, istniejący do dziś. W końcu XIX wieku ratusz zastąpiono nowym, okazalszym budynkiem w stylu neorenesansowym.
Od północy plac ograniczał ogród resursy obywatelskiej (Buerger Ressurce; do ok. 1850 ogród Truharda, w narożniku Logenstrasse), za którym znajdował się parterowy budynek, będący jej siedzibą. Narożnik z ul. Krótką do 1945 zajmowany był przez hotel Königlicher Hof. Zachodnia pierzeja powstała na rozebranym wale ziemnym zabudowana została bogatymi kamienicami mieszczańskimi, podobnie wschodni skraj placu, gdzie powstały m.in. rezydencja nadburmistrza, Hotel Berlin i Dom Angielski. Przy placu wybudowano również siedzibę prezydium policji, współcześnie zaadaptowane na hotel. Pierwotnie planowano połączyć plac również z północnym przedmieściem poprzez przedłużenie ul. Logenstrasse (nazwa od mieszczącej się przy niej loży wolnomularskiej).
W latach 90. XIX wieku klasycystyczną zabudowę zastąpiły mieszczańskie, eklektyczne kamienice wzorowane na rzymskim baroku i manieryzmie. Istniejące wcześniej budynki podwyższono i ozdobiono nowymi sztukateriami i kolorowym tynkiem, jedynie nowe budynki ratusza i poczty wybudowano z czerwonej cegły. Sam ratusz uległ jednak przebudowie, został podwyższony i powiększony, do elewacji dodano wykusze, a obramienia okien i drzwi ozdobiono sztukaterią, zamieniono także niewielką wieżyczkę w wysoką, średniowieczną w stylu. Naprzeciw ratusza ustawiono w 1905 pomnik cesarza Wilhelma I dłuta Wilhelma Haverkampa. Domknięcie zabudowy placu dokonało się w 1912 roku, wraz z ukończeniem ogromnej kamienicy u wylotu ul. Kowalskiej. 22 listopada 1895 przez plac przebiegły trasy pierwszych w mieście linii tramwajowych.

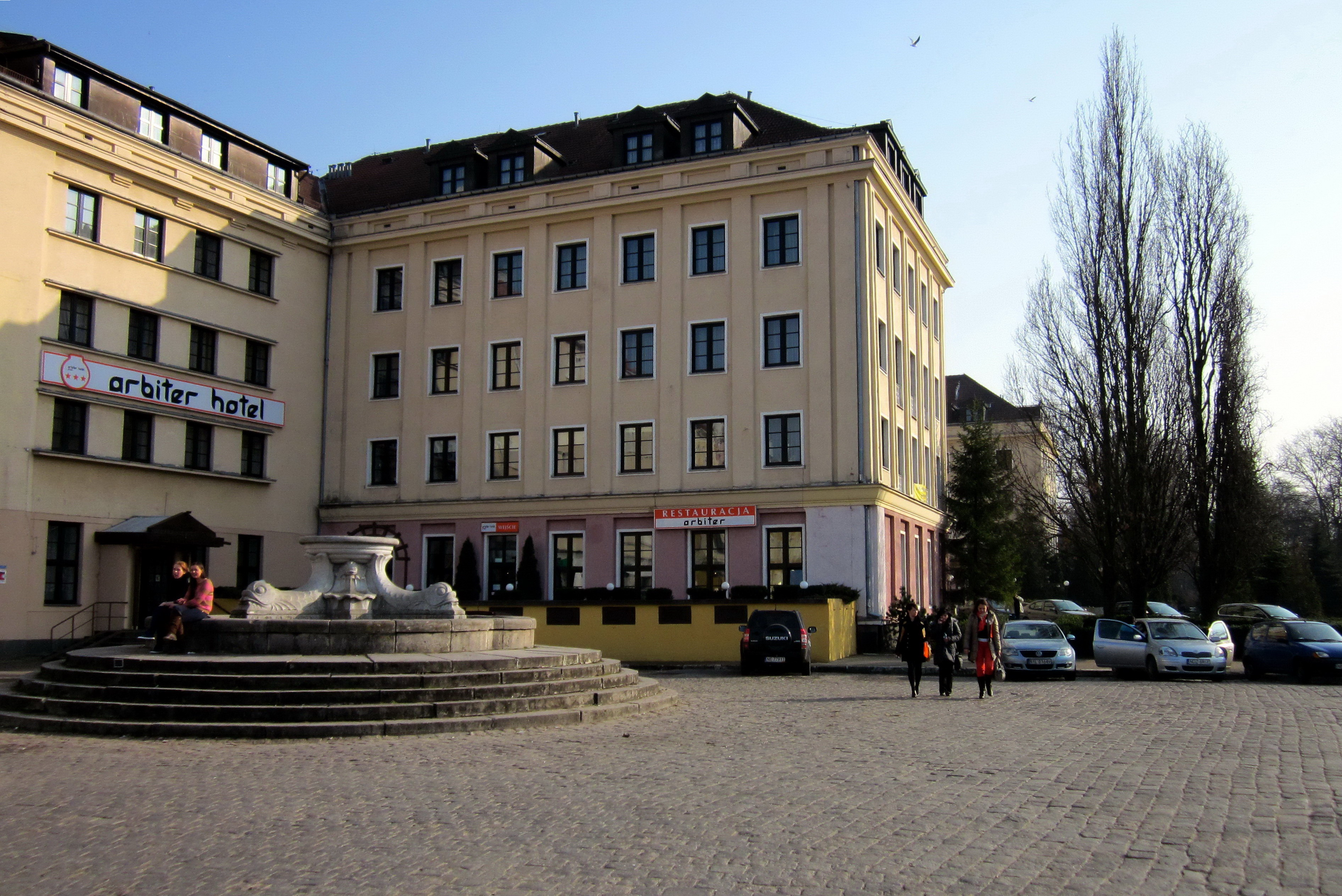
Hotel Arbiter w dawnym prezydium policji. Widoczny postument dawnego pomnika Hermanna von Balka, obecnie fontanna.

W okresie poprzedzającym I wojnę światową okolice placu stanowiły jedno z dwóch centrów elbląskiej elity społecznej (obok rejonu dzisiejszych ulic 3 Maja, Dworcowej i Ratuszowej): 38 proc. mieszkańców okolic placu reprezentowało warstwę wyższą, a 26 proc. stanowiła burżuazja. Przy placu mieściła się jedna z trzech miejskich winiarni, natomiast przy rogu z ul. Giermków mieścił się urząd celny, do gmachu którego w 1915 roku przeniesiono bibliotekę miejską. 23 października tego samego roku na placu ustawiono dwa zdobyczne belgijskie działa kalibru 15 cm na lawetach.
W 1908 w południowo-zachodniej części placu powstał pomnik założyciela miasta, Hermanna von Balka dłuta H. Magnussena. Z pomnika do współczesności zachował się jedynie cokół w formie studni oraz otaczające go fontanny.
W latach 1928–1930 ratusz uległ dalszej rozbudowie w kierunku wschodnim, kiedy dobudowano do niego gmach prezydium policji (obecny hotel "Arbiter").
W 1945 podczas walk o miasto zniszczeniu uległ ratusz oraz cała zachodnia pierzeja, jej miejsce zajmuje obecnie zieleniec. 
Po II wojnie światowej na placu i w jego okolicach, w ramach I Biennale Form Przestrzennych, ustawiono rzeźby autorstwa Henryka Stażewskiego, Mieczysława Wiśniewskiego i Antoniego Milkowsky'ego. Na 750-lecie miasta posadzono także przy placu kolejny dąb oraz ustawiono głaz pamiątkowy.